# 알래스카꼬마뒤쥐
알래스카꼬마뒤쥐(Sorex yukonicus)는 땃쥐과에 속하는 포유류의 일종이다. 알래스카에서만 발견된다.